# Harassymiw
Harassymiw (ukrainisch Гарасимів;  russisch Гарасимов Garassimow, polnisch Harasymów) ist ein Dorf im Osten der ukrainischen Oblast Iwano-Frankiwsk mit etwa 1400 Einwohnern (2001).

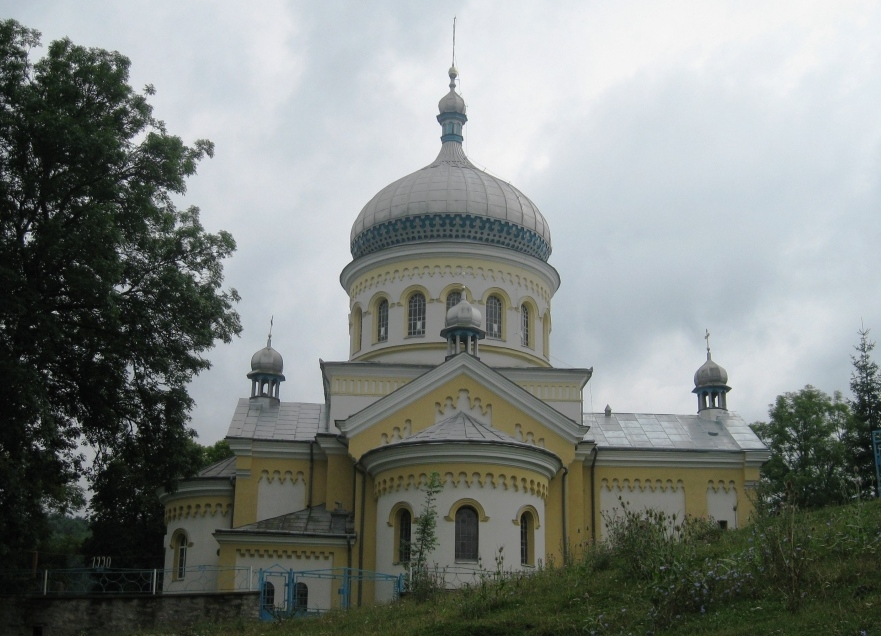
Kirche im Dorf

Das erstmals 1395 schriftlich erwähnte Dorf (andere Quellen nennen das Jahr 1449) war bis 2020 die einzige Ortschaft der gleichnamigen, 28,834 km² großen Landratsgemeinde im Südosten des ehemaligen Rajon Tlumatsch an der Grenze zum ehemaligen Rajon Horodenka.
Am 12. Juni 2020 wurde das Dorf ein Teil neu gegründeten Siedlungsgemeinde Obertyn im Rajon Iwano-Frankiwsk; bis dahin bildete es die Landratsgemeinde Harassymiw (Гарасимівська сільська рада/Chotymyrska silska rada) im Rajon Tlumatsch.
Harassymiw liegt am Ufer des Wikno (Вікно), einem rechten Nebenfluss des Dnister, 25 km südöstlich vom Rajonzentrum ehemaligen Tlumatsch und 50 km südöstlich vom Oblastzentrum Iwano-Frankiwsk.
Nördlich vom Dorf verläuft die Regionalstraße P–20.